# Niedersächsisches Hochschulgesetz
Das Niedersächsische Hochschulgesetz (NHG) regelt die Grundlagen des Hochschulwesens in Niedersachsen. 

## Geschichte
Ursprünglich konnten die Hochschulen auf eigene Verfassungen zurückgreifen, um die eigenen Angelegenheiten zu regeln. 1969 schaffte sich der Bundesgesetzgeber in Art. 75 GG (a.F.) eine Regelungskompetenz, um den Rahmen des Hochschulwesens abzugrenzen. Von der Regelungskompetenz zur Rahmengesetzgebung machte der Bund aber zunächst keinen Gebrauch bzw. das Gesetzgebungsverfahren verzögerte sich. Für Niedersachsen wurde das sogenannte Vorschaltgesetz zum Niedersächsischen Gesamthochschulgesetz vom 26. Oktober 1971 erlassen. Durch dieses sehr weitgehende Gesetz zur Selbstverwaltung innerhalb der Hochschule entstand ein Streit, der zunächst vor dem Niedersächsischen Staatsgerichtshof ausgetragen wurde. Richtungsweisend dazu war jedoch die Entscheidung des Bundesverfassungsgerichts vom 29. Mai 1973, die der Gruppe der Hochschullehrerinnen und Hochschullehrern eine weiterhin vorrangige Stellung in den Hochschulgremien in Bezug auf die Wissenschaftsfreiheit nach Art. 5 Abs. 3 GG zubilligte. Damit wurden die verfassungsrechtlichen Grundlagen für die Hochschulorganisation und ihre Selbstverwaltung gelegt. 
Das Hochschulrahmengesetz gab den Ländern somit einen Rahmen vor, um eine gewisse Homogenität und Durchlässigkeit zwischen den Hochschulgesetzen der Länder zu erzielen. Das Niedersächsische Hochschulgesetz vom 1. Juni 1978 hat die sogenannte Gruppenuniversität als Standardmodell festgelegt, das ein Stimmenverhältnis 7 (Hochschullehrerinnen und -lehrer) : 2 (wissenschaftliche Mitarbeiterinnen und Mitarbeiter) : 2 (Studierende) : 2 (Mitarbeiterinnen und Mitarbeiter des technischen und Verwaltungsdienstes) vorsieht.

## Änderungshistorie des Gesetzes
Änderungen am NHG erfolgten dann
- 1981: beamtenrechtliche Neuregelungen[6]
- 1985: Nebentätigkeitsrecht[7]
- 1989: Einführung von Gleichstellungsregelungen, Zwischenprüfungen, sogenanntes „Vordiplom“, Drittmittelforschung[8]
- 1991: Namenszusatzführung[9]
- 1993: Weiternutzung von Forschungsergebnissen, Änderungen an den haushaltsrechtlichen Vorschriften, Änderungen beim Lehr- und Prüfungswesen[10]
- 1998: Modellausprägungen für die Grundordnungen beschlossen (Stärkung der Hochschulautonomie)[11]
- 2002: Zielvereinbarungen und Einführung des Stiftungsmodells für Hochschulen[12]
- 2004: Änderungen bei der Universitätsmedizin in Göttingen[13]
- 2006: Eigenverantwortlichkeit bei Berufungen[14]
- 2008: Gründung der Niedersächsischen Technischen Hochschule[15]
- 2009: Neugestaltung der Fachhochschulen[16]
- 2010: Hochschulzugang für Meister, Fachhochschulen werden „Hochschulen“[17]
- 2011: Studienbeitragspflicht ab dem 18. Lebensjahr[18]
- 2012: Einführung der Universitätsmedizin Oldenburg[19]
- 2013: Abschaffung von Studienbeiträgen und Einführung von Studienqualitätsmittel für die Hochschulen[20]
- 2015: Änderungen in den Hochschulgremien durch verstärkte Beteiligung[21]
- 2019: Änderungen bei der Hochschulmedizin[22]
- 2020: Corona-Anpassungsgesetz[23]
- 2022: Stärkung der Hochschulautonomie[24]